# Terres
Flavon är en ort och frazione i kommunen Contà i provinsen Trento i regionen Trentino-Sydtyrolen i Italien. 
Flavon upphörde som kommun den 1 januari 2016 och bildade med den tidigare kommunerna Cunevo och Flavon den nya kommunen Contà. Den tidigare kommunen hade 320 invånare (2015).